# 西方紅眼魚
西方紅眼魚（学名：Scardinius hesperidicus）为輻鰭魚綱鯉形目雅羅魚科的一個種，分布於歐洲斯洛維尼亞、義大利和瑞士亞得里亞海和第勒尼安海沿岸淡水流域，本魚頭部背面輪廓直或略凸，吻部向前，尖端位於或略高於中眼的水平，從側面看時，眼睛不靠近頭部背面輪廓，下顎在眼前緣前方的關節，體長可達到40公分，棲息在植被茂盛的湖泊、池塘、沼澤和溪流底中層水域，以植物和昆蟲為食，雌魚在沈水植物上產卵，生活習性不明。

## 扩展阅读
維基物種上的相關：西方紅眼魚
1. ↑  Freyhof, J.; Kottelat, M. . The IUCN Red List of Threatened Species. 2008, 2008: e.T135521A4137013  [18 November 2021]. doi:10.2305/IUCN.UK.2008.RLTS.T135521A4137013.en .